# Raoul Hartweg
Pour les articles homonymes, voir Hartweg.
Raoul Hartweg, né le 20 janvier 1914 et mort le 6 septembre 1993, est un professeur d'anthropologie physique à l'Institut d'ethnologie de l'université de Paris dans les années 1950 et 1960.

## Biographie
Raoul Hartweg a occupé la chaire d'anthropologie de l'Institut d'ethnologie de Paris au cours des années 1950 et 1960 et collaboré au Musée de l'Homme. Ses premiers travaux furent édités durant la Seconde Guerre mondiale, avec une étude sur «Les squelettes humains anciens du village de Sao» édité en 1942. Suivront de multiples études sur les restes humains préhistoriques et protohistoriques : dentitions et caries dentaires en France, ossements de l’île Maré, crânes de Canala, squelettes au Pérou,. En 1964, puis en 1966, il participe à deux missions anthropologiques dans l'arctique canadien (Ungava et baie d'Hudson) auprès des populations esquimaux.
Ses travaux sur les Pygmées inspirent le livre pour enfants Mangazou, publié par le Père Castor en 1950.
Il a publié ses cours en quatre volumes : «L'anthropologie et ses méthodes», «Introduction à l'anthropologie physiologique et pathologique», «Les origines de l'homme, «Les races humaines actuelles», ainsi que des outils de travaux pratiques d'anthropologie physique. Il était membre de la Société des explorateurs français.

### Principaux terrains
Raoul Hartweg a travaillé en Afrique, Amérique et Océanie, en particulier :
- Indiens Iawa de Loreto, Pérou;
- Pygmées d'Afrique centrale et populations du Moyen-Chari;
- Esquimaux de l'Ungava (Québec);
- Indiens Wabemakustewatsh de la Baie d'Hudson;
- île de Maré (Loyauté).

## Publications
- Hartweg (Raoul) [1942] « Les squelettes humains anciens du village de Sao », Journal de la Société des africanistes, vol. 12, n° 12, 1942, pp. 1-7
- Hartweg (Raoul) [1945], « Remarques sur la denture et statistiques sur la carie dentaire en France aux époques préhistorique et protohistorique », Bulletins et Mémoires de la Société d'anthropologie de Paris, vol. 6, n° 1, pp. 71-113
- Hartweg (Raoul) (1948) « Ossements anciens de l'île Maré (îles Loyauté) », Journal de la Société des océanistes, vol. 4, n° 4, 1948, pp. 133-138
- Hartweg (Raoul) [1950], « Ossements anciens de l'île Maré (îles Loyalty). Nouvelles exhumations », Journal de la Société des océanistes, vol. 6, n° 6, pp. 95-109
- Hartweg (Raoul) [1950], « Note sur quelques crânes humains provenant de la région de Canala (Nouvelle-Calédonie) », Journal de la Société des océanistes, vol. 6, n° 6, pp. 236-237
- Hartweg (Raoul), Flornoy (Bertrand) [1954], « Notes anthropologiques sur les Indiens Iawa (Amazonie péruvienne) (5e Mission B. Flornoy, 1952) », Journal de la Société des américanistes, vol. 43, n° 1, pp. 151-154
- Hartweg (Raoul) [1958], « Les squelettes des sites sans céramique de la côte du Pérou. I. Étude descriptive », Journal de la Société des américanistes, vol. 47, n° 1, pp. 179-198
- Hartweg (Raoul) [1961], « Les squelettes des sites sans céramique de la côte du Pérou. II. Étude descriptive de documents nouveaux (fouilles de Cabezas Largas, site 104 AL-I). », Journal de la Société des américanistes, vol. 50, n° 1, pp. 111-133
- Hartweg (Raoul) [1961], La vie secrète des pygmées, Paris,  Le Temps, 118 p.
- Hartweg (Raoul) [1963], «Les restes osseux des sites mégalithiques de Hijané (Syrie méridionale)», Les annales archéologiques arabes syriennes: Revue d'archéologie et d'histoire, vol.13, p.73-78
- Hartweg (Raoul) [1965], « L'implantation dentaire chez les Esquimaux de l'Ungava », Journal de la Société des américanistes, vol. 54, n° 1, pp. 117-122
- Hartweg (Raoul) [1965], « Les malpositions dentaires des Indiens Wabemakustewatsh de la côte orientale de la Baie d'Hudson », Journal de la Société des américanistes, vol. 54, n° 1, pp. 123-126
- Hartweg (Raoul) [1966], La dentition des Esquimaux de l'Ungava et des Indiens wabemakustewatsh : de la côte orientale de la Baie d'Hudson, Centre d’études nordiques, université Laval, Travaux divers vol. 13, Québec, Canada, 156 p.
- Hiernaux (Jean), Hartweg (Raoul), Treinen (Françoise) [1966], « Les populations du Moyen-Chari : esquisse anthropologique, Institut national tchadien pour les sciences humaines, Fort Lamy, 59 p.
- Hartweg (Raoul) [1966], « Deux missions dans l'Arctique canadien », Journal de la Société des américanistes, vol. 55, n° 2, pp. 644-645
- Hartweg (Raoul) [1973], « Les effets de l’acculturation sur la biologie esquimaude en particulier dans la perspective de la stomatologie, Paris,  Mouton, 1973, 18 p.
- Hartweg (Raoul), Plumet (Patrice) [1974],Archéologie du Nouveau-Québec: sépultures et squelettes de l’Ungava, Montréal, Université du Québec, xi + 338 p.